# Zgromadzenie Braci Matki Bożej
Zgromadzenie Braci Matki Bożej, pot. Synowie Marii , Congregatio Fratres Matris Dei  (CFMD) – męska wspólnota zakonna, złożona z księży, braci zakonnych i stałych diakonów. Patronką zgromadzenia jest Maryja.
W Polsce Zgromadzenie nie działa. (we wspólnocie obecny jest jeden Polski Nowicjusz, pierwszy kandydat od 2001 roku).

## Działalność
Celem Zgromadzenia jest pomoc Kościołowi lokalnemu przez posługę braci i ojców. Prowadzą swą misję w Szkocji.

## Strój
Habit składa się z czarnej standardowej sutanny bez guzików opasanej czerwonym pasem. Księża diecezjalni, którzy należą do wspólnoty mogą nosić strój diecezjalny.